# Piedra franca

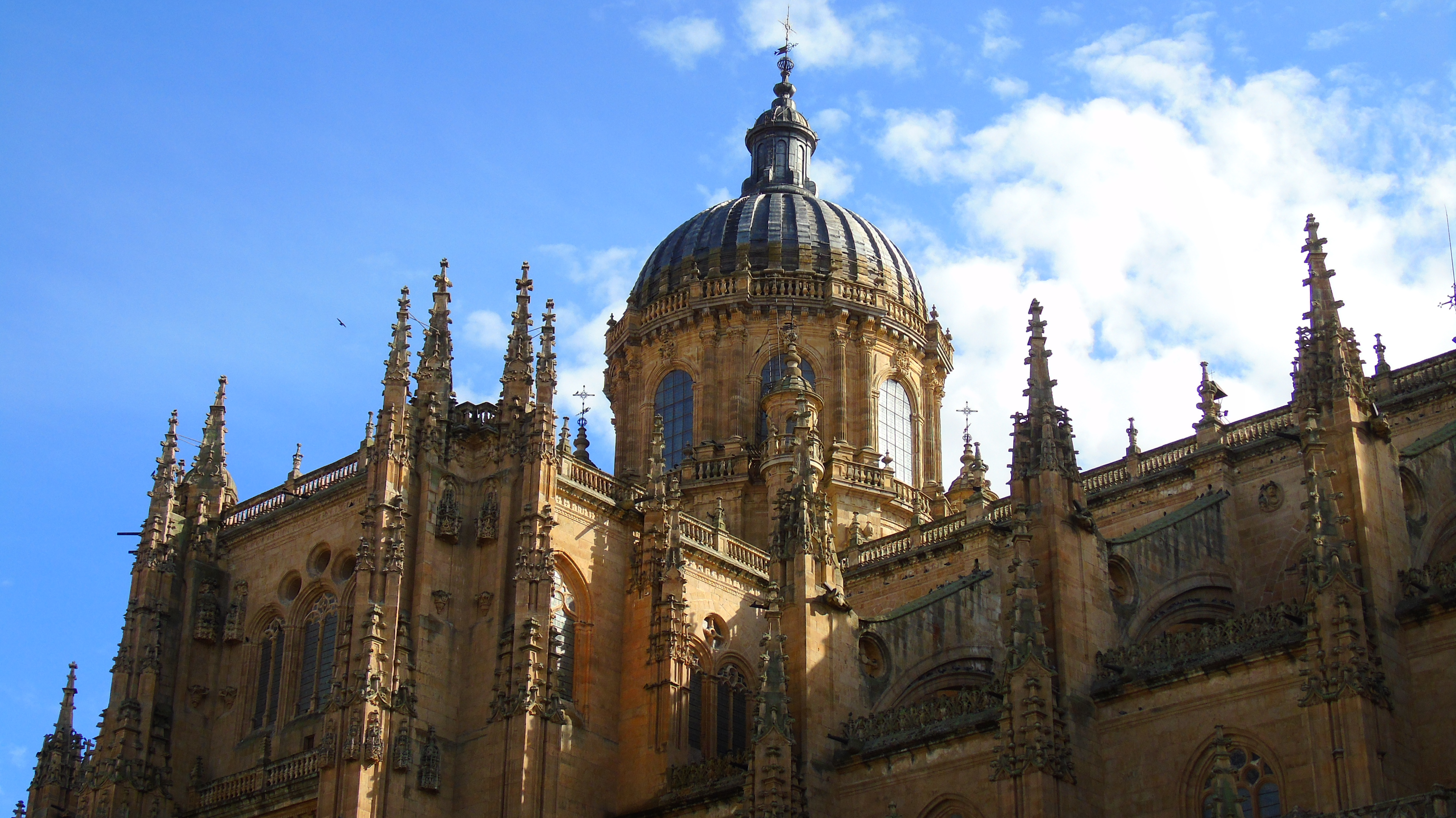
Catedral de Salamanca, realizada con Piedra franca o piedra de Villamayor

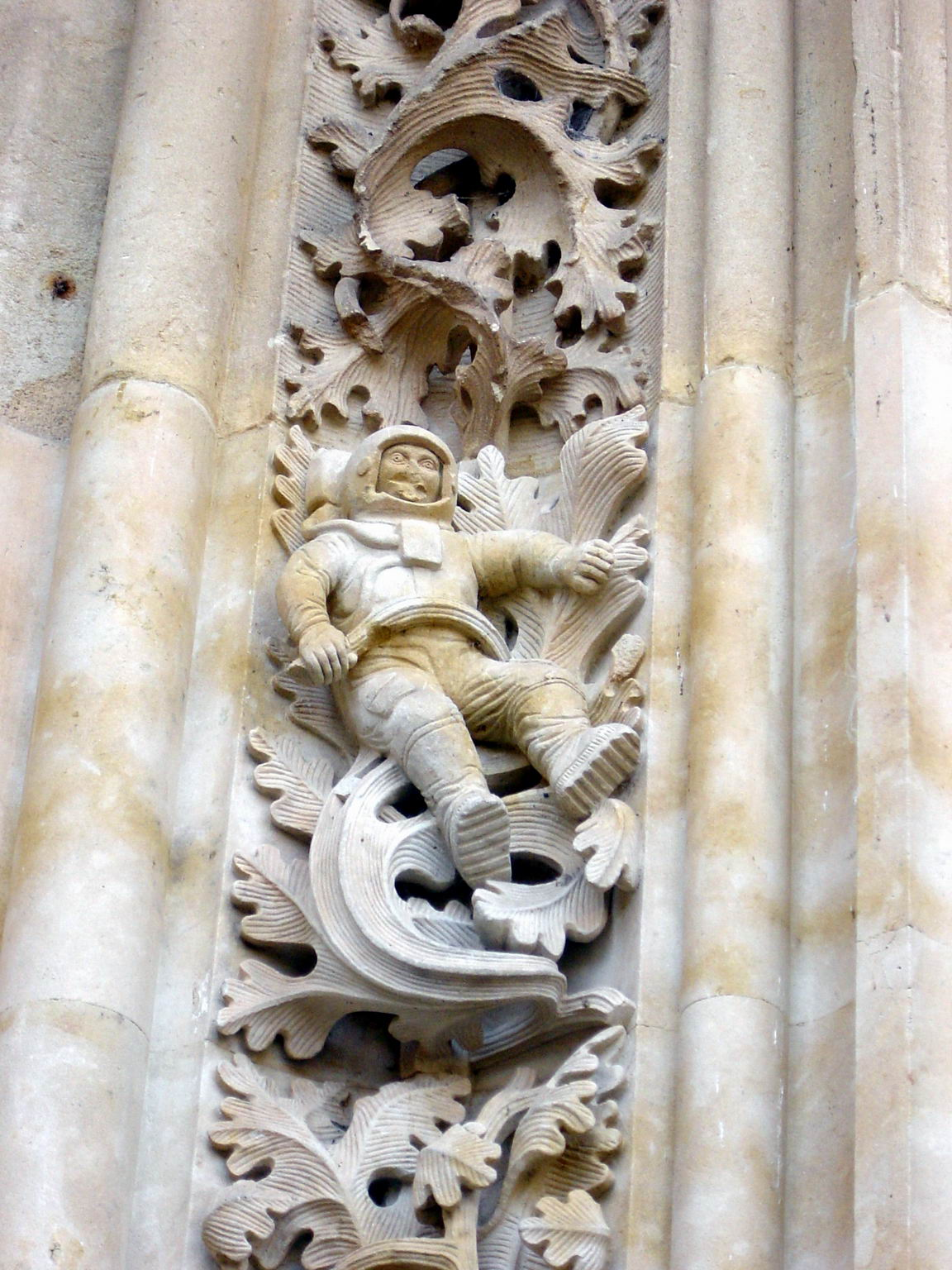
Talla en piedra de Villamayor. Fachada de la Catedral de Salamanca, El astronauta

La Piedra franca (denominada también como piedra franca de Villamayor o Arenisca de Villamayor) se denomina así a una piedra arenisca típica de las canteras de Villamayor (provincia de Salamanca). Es un tipo de piedra muy empleada en la escultura monumental de Salamanca, además de otros lugares de España. Así como empleada como material de construcción y artesanía. Se denomina Franca (o piedra de Caen) a las piedras de origen sedimentario sacadas de canteras y que poseían propiedades de fácil corte y talla. 

## Etimología
Distintos autores, especialmente los de origen anglosajón, sostienen que esta designación proviene etimológicamente de la partícula free empleada en Inglaterra para poder distinguir a los maçons que eran trabajadores dedicados exclusivamente a la construcción de catedrales (es decir: freemasons o francmasones) y que su etimología se encuentra en la denominación de la piedra de fácil corte y talla. Es decir la freestone o piedra franca, a diferencia de la roughstone que era la piedra dura y de corte más difícil, que era trabajada por los obreros denominados “hard hewers” (“hacheros duros”) o “rough masons”. 

## Características
La piedra franca de Villamayor es un tipo de roca arenisca y arcillosa. Empleada en la construcción y ornamentación de fachadas por su fácil manipulación. Suele cortarse en las canteras de la localidad de Villamayor y sale limpia de codones y gabarros. El grosor mínimo al que se puede cortar la piedra de Villamayor es de cuatro centímetros. La piedra, recién salida de cantera es de color amarillo pálido y adquiere el color dorado característico con el tiempo, y se debe en la mayoría de las ocasiones a la presencia de hierro que se oxida en contacto con el aire. 